# Луи Уэльский
Принц Лу́и Уэльский (англ. Prince Louis of Wales; полное имя Луи Артур Чарльз; род. 23 апреля 2018, Лондон, Великобритания) — член британской королевской семьи, третий ребёнок принца Уэльского Уильяма и принцессы Уэльской Кэтрин, внук короля Карла III и принцессы Уэльской Дианы.
Занимает четвёртое место в линии наследования британского престола после своего отца Уильяма, старшего брата Джорджа и старшей сестры Шарлотты.

## Биография
Первые сообщения о третьей беременности герцогини Кембриджской Кенсингтонский дворец озвучил 4 сентября 2017 года, сразу назвав приблизительную дату появления ребёнка на свет — апрель 2018 года. Пол будущего члена королевской семьи был неизвестен вплоть до его рождения. Утром 23 апреля 2018 года герцогиню Кэтрин увезли в госпиталь Святой Марии, где она в 11:01 по британскому летнему времени родила мальчика весом 3,8 кг.
В момент своего рождения ребёнок стал пятым в порядке британского престолонаследия после своих деда, отца, старших брата и сестры. Поскольку акт 2013 года ввёл правило абсолютного первородства при наследовании короны, новорожденный принц является первым в истории британского королевского дома мужчиной, который, имея старшую сестру, не опередил её в линии престолонаследия.
27 апреля 2018 года на Twitter-аккаунте Кенсингтонского дворца было объявлено, что ребёнок получил имя Луи Артур Чарльз, англ. Louis Arthur Charles of Cambridge. Первое имя, Луи, новорожденный получил в честь Луиса Маунтбеттена — дяди принца Филиппа. Имя Луи также является четвертым именем отца ребёнка, герцога Кембриджского, и есть в полном имени принца Джорджа — оно звучит как Джордж Александр Луи.
Крещение принца Луи состоялось 9 июля 2018 года в Лондоне в королевской часовне Сент-Джеймсского дворца. Церемонию крещения провел архиепископ Кентерберийский Джастин Уэлби. Крёстными родителями принца Луи стали близкие друзья и родственники королевской четы Николас ван Кутсем, Гай Пелли, Гарри Обри Флетчер, Лаура Меде, Роберт Картер и Люси Миддлтон.
С апреля 2021 года принц Льюис посещал «Воспитательную школу Уиллкок». В сентябре 2022 года он, как и брат с сестрой, пошёл в подготовительную школу «Ламбрук» в графстве Беркшир.

## Титул
Луи именовали «Его Королевское Высочество принц Луи Кембриджский» до смерти Елизаветы II. После этого, 8 сентября 2022 года, принц получил титулование Луи Корнуолльский и Кембриджский, а 9 сентября, когда его дед, король Карл III, присвоил титул принца Уэльского его отцу, — Луи Уэльский.